# فيروسات بنياوية
الفيروسات البُنياوية أو فيروسات بونيا أو عائلة بونيا فيريدي (بالإنجليزية: Bunyaviridae)‏ هي عائلة من الفيروسات السلبية ذات الرنا أحادي السلسلة، تتواجد عموماً لدى مفصليات الأرجل أو القوارض، وبعض فيروسات هذه العائلة تصيب الاٍنسان أحياناً. الغلاف كروي أو حلزوني بأبعاد من 80 اٍلى 120 نم، ويمتلك جينوم حلقي بطول يتراوح بين 11-19 كيلو قاعدة.